# Apostolska nunciatura v Armeniji
Apostolska nunciatura v Armeniji je diplomatsko prestavništvo (veleposlaništvo) Svetega sedeža v Armeniji.
Trenutni apostolski nuncij je Ante Jozić.

## Seznam apostolskih nuncijev
- Jean-Paul Aimé Gobel (7. december 1993–6. december 1997)
- Peter Stephan Zurbriggen (13. junij 1998–25. oktober 2001)
- Claudio Gugerotti (7. december 2001–15. julij 2011)
- Marek Solczyński (15. december 2011–25. april 2017)
- José Avelino Bettencourt (1. marec 2018–30. avgust 2023)
- Ante Jozić (28. junij 2024–danes)